# 郑惟桐
郑惟桐（1994年—），四川成都人，中国象棋棋手，2009年12月，郑惟桐在全国象棋个人赛中排名第十二，从而晋升为国家象棋大师。2014年，郑惟桐获得全国个人赛锦标赛的冠军，晋升为象棋特级大师。从2015年起持续位列中国象棋男子等级分第2名，仅次于王天一。2023年，获得杭州第19届亚运会象棋男子个人金牌，成为该届亚运会中国代表团的第200枚金牌。2025年1月12日起，被终身禁赛。

## 生平
郑惟桐出生于成都，小时候就喜欢在府南河边和其他象棋爱好者下棋，14岁时成为职业棋手。2020年，他通过单独招生考试进入清华大学，学习工商管理。

## 争议
2022年10月，北京梅橘体育文化开始组织举办郑惟桐与王天一的十番棋比赛，预计2023年1月13日至26日举行，郑惟桐方作出口头同意，但一直没有签订合同。赛事受到象棋界高度关注。
2023年1月11日，王天一发文《致敬爱的郑特大》表示，郑惟桐向主办方临时提出许多要求，如自带“屏蔽器”等，以致比赛可能无法举办，并对郑惟桐提出批评：“最后用一句话告诉你为什么我是十年第一，你是九年第二：我用心下棋，你用力要赢。”几小时后，北京梅橘体育文化法人刘笑在其公众号确认郑反悔，并晒出聊天记录，表示自己已尽力满足对方“取消棋手宣传义务”、“删除违约赔偿”、“增加国家级反作弊设备”等要求，而郑惟桐方一直认为合同还有存在问题，并对自己催促签订合同的行为表示不满，要求他“懂规矩”、“客气点”，后成为网络热梗。
1月12日，郑方表示刘笑是在断章取义，认为刘笑在与他未达成合作协议的情况下便擅自开始宣传，是对方的问题。13日，郑方又表示原意进行十番棋比赛。然而，比赛最终还是未能举办。